# Gotha G.III
Die Gotha G.III war ein Langstreckenbomber der deutschen Fliegertruppe im Ersten Weltkrieg.

## Entwicklung
Konstrukteur Hans Burkhard hatte bei der Gothaer Waggonfabrik bereits mit dem Gotha G.II ein zukunftsweisendes zweimotoriges Großflugzeug mit zweistieligem Tragwerk und Druckpropellern entwickelt. Die G.III behielt wesentliche Konstruktionsmerkmale bei, bekam jedoch eine stärkere Motorisierung durch den Sechszylinder-Mercedes D IVa-Motor mit 190 kW (260 PS) sowie einen Schacht hinter dem Fliegerschützen im verstärkten Rumpf der Maschine, die für dessen MG das Feuern nach hinten unten ermöglichte.

## Einsatz
Die ersten der insgesamt 25 produzierten G.III wurden an das Kagohl 1 geliefert, das an der Balkanfront kämpfte und in Hudova stationiert war. Im September 1916 zerstörte das Geschwader mit seinen G.III die wichtige Donau-Eisenbahnbrücke  bei Cernavodă in Rumänien. Kagohl 2, das von Freiburg im Breisgau aus an der Westfront operierte, erhielt ebenfalls die G.III. Der Geschwaderführer klagte jedoch über die hohe Geschwindigkeit der Flugzeuge, die es den Begleitschutzflugzeugen schwermachte, dem Geschwader zu folgen.
Die G.III blieben bis September 1917 im Einsatz, bis sie durch Nachfolgemodelle wie die G.IV ersetzt und an Ausbildungseinheiten übergeben wurden.

## Weiterentwicklungen
Auf die G.III folgten 1917 die Gotha G.IV und G.V.

## Technische Daten
| Kenngröße                      | Gotha G.III                        |
| ------------------------------ | ---------------------------------- |
| Besatzung                      | 3 (Pilot, Beobachter, MG-Schütze)  |
| Länge                          | 12,20 m                            |
| Spannweite                     | 23,70 m (oben)                     |
| Höhe                           | 3,90 m                             |
| Flügelfläche                   | 89,5 m²                            |
| Leermasse                      | 2383 kg                            |
| Startmasse                     | 3618 kg                            |
| 2 wassergekühlte Reihenmotoren | Mercedes D IVa, je 193 kW (260 PS) |
| Höchstgeschwindigkeit          | 135 km/h in NN                     |
| Steigzeit auf 3000 m           | 28 min                             |
| Dienstgipfelhöhe               |                                    |
| Reichweite                     |                                    |
| Flugdauer                      | 3:45 h                             |
| Bewaffnung                     | 500 kg Bomben, 3 MG                |